# 地方鉄道補助法
地方鉄道補助法（ちほうてつどうほじょほう、明治44年3月27日法律第17号）は、軽便鉄道を敷設する支援を政府が行うことを定めた日本の法律である。
1911年（明治44年）3月23日に「軽便鉄道補助法」として公布、翌年1月1日に施行され、1919年（大正8年）4月10日の地方鉄道法公布に伴い、地方鉄道補助法へ改題された。

## 概要
1910年（明治43年）に、全国における本線の培養線的路線（軽便鉄道）敷設を推進するため、敷設の条件をきわめて簡略なものにした軽便鉄道法が制定された。しかし、鉄道事業は初期投資が莫大で完成しなければ投資を回収できない特徴から地方によっては資金調達が難儀していた。そのため政府として建設補助をする事になり、制定されたのが本法であった。
この法律により、軌間が2呎6吋（約762mm）以上の軽便鉄道路線に関しては、5年間に限り年間5%以上の利益を政府が助成金を出してでも補償する事が定められ、鉄道敷設ブームに拍車をかけることになった。1914年（大正3年）には、補助金を給付する期間が10年間に延長されている。制定当初では補助指定路線が少なかったが、建設ブームにおって増加していった。補助金の財源としては帝国鉄道特別会計の益金から支出していたため、国有鉄道の損益に左右される状況であった。また補助促進のため期間延長がなされたことの弊害として、経済の進展により免許哩数が増加すると本来補助すべき地方路線への財源枯渇するような事態も発生した。さらに1930年（昭和5年）以降の鉄道事業全体の収益性低下により既存鉄道路線への営業補助が求められたが、当時の補助法は建設補助であったため、私鉄の収益悪化に対する支援になりえなかった。
前述の通り、地方鉄道法公布による軽便鉄道法廃止に伴い、地方鉄道補助法へ改題された。その後、1953年（昭和28年）の鉄道軌道整備法により廃止された。

## 条文
公布時点（掲載にあたり、カタカナをひらがなに、漢数字をアラビア数字に改め、濁点、句読点等を加え、漢字を常用漢字の書体に改めている。）
- 第一条　　軽便鉄道に於て毎営業年度に於ける益金が、建設費に対し1年5分の割合に達せざるときは、政府は該鉄道営業開始の日より5年）を限り其の不足額を補給することを得。但し営業収入の営業費に不足する金額に対しては、之を補給することを得ず。
- 第二条　　補給を為すべき軽便鉄道は、2呎6吋以上の軌間を有すものに限る。
- 第三条　　第一条の補給金の年額は、明治44年度に於ては25万円。爾後毎年度25万円を累加し、125万円に至りて止む。
- 第四条　　軽便鉄道は毎営業年度に於て其の益金が建設費に対し1年8分の割合を超過するに至りたるときは、其の超過額の2分の1を以て政府の補給したる総額に達する迄之が償還を為すべし。
- 第五条　　第一条及第四条の建設費、営業費、営業収入及益金に関しては命令を以て其の算出方法を定むることを得。
- 第六条　　軽便鉄道の管理者が法令若は法令に基きて発する命令、免許、若は補助に附したる条件に違反し又は公益を害すべき行為を為したるときは、政府は其の補助を停止又は廃止することを得。
- 第七条　　詐欺の所為を以て補助金を受けたるときは、其法定の利息を附して之を償還せしむ。前項の償還金は国税滞納処分の例に依り之を徴収することを得。但し先取特権の順位は国税に次ぐものとす。
- 附則
  - 本法施行の期日は勅令を以て之を定む。
  - 本法施行の日より10年を経過したるときは新に補助を為すことを得ず。